# Evgenij Vorob'ëv
Evgenij Vorob'ëv (in russo Евгений Воробьёв?; Mosca, 13 dicembre 1976) è uno scacchista russo, Grande maestro.
Ottiene il titolo di Grande Maestro nel 2000.
Ha raggiunto il rating FIDE più alto in gennaio 2010, con 2621 punti Elo.

## Principali risultati
- 2011 :  in agosto vince il Festival di Dresda;[2]
- 2012 :  vince il 38º open Vila de Sitges in Spagna (20-29 luglio);[3];
- 2012 :  terzo dietro a Sergei Movsesian e Aleksandr Šimanov nel "Czech Open" rapid di Pardubice (18-19 luglio);[4]
- 2013 :  in maggio è pari primo con Boris Gračëv (2º per il Buholz) nel campionato di Mosca rapid;
- 2013 :  in giugno vince il torneo open di Wald in Baviera, per spareggio tecnico su Vladimir Epišin e Igor Rausis;[5]
- 2013 :  in settembre vince il campionato di Mosca blitz, con 10/15.